# زكريا يحيى الشامي
زكريا يحيى الشامي (ولد في 1972 وتوفى في 2021) المطلوب رقم4 في قائمة المطلوبين للتحالف العربي في اليمن التي شملت قيادات في جماعة الحوثي و وضع التحالف العربي مكافئة قدرها 20 مليون دولار لمن يدلي بأي معلومات تفضي للقبض عليه او تحديد مكانه، شغل منصب وزير النقل في حكومة الانقاذ الوطني (صنعاء) ونائب رئيس هيئة الأركان اليمنية.

## التعليم
حصل على درجة بكالوريوس في العلوم العسكرية من الكلية الحربية بصنعاء 1993، وحصل على درجة الماجستير في تخصص العلوم العسكرية من كلية القادة والأركان في جمهورية السودان 2001 - 2002.

## مناصب شغلها
قائد فصيلة في ألوية العمالقة 1993، وبعدها رقي إلى قائد سرية في ألوية العمالقة 1994، وبعدها شغل منصب مدير إدارة الكمبيوتر في الشرطة العسكرية وسكرتير قائد الشرطة العسكرية.
في العام 2003 شغل منصب عضو اللجنة الأمنية العليا في اللجنة العليا للانتخابات، وتدرج في المناصب حيث عين نائب ركن التدريب في المنطقة الشمالية الغربية 2008 وانتقل إلى محافظة الحديدة ليشغل منصب رئيس شعبة التدريب العسكري في محور الحديدة،.
في العام 2014 أصدر الرئيس اليمني عبد ربه منصور هادي قرارا بتعيين زكريا الشامي نائب لرئيس هيئة الأركان وترقيته إلى رتبة لواء.
أصبح في العام 2016 وزيرا لنقل في حكومة الأمر الواقع بصنعاء.

## وفاته
أعلن التلفزيون الرسمي يوم 21 مارس 2021 وفاة وزير النقل زكريا الشامي وحدد الإعلان سبب الوفاة مرض عضال ألم به دون تقديم مزيد من التفاصيل.